# Linie následnictví marockého trůnu

Marocký královský znak

Následnictví marockého trůnu užívá jako systému určení následnictví trůnu salické právo. Následníkem trůnu a králem se může stát pouze mužský potomek krále Muhammada V., tj. ženy jsou podle muslimských zvyků úplně vyloučeny z následnictví trůnu. 
Pokud by nebylo potomků krále Hassana II. v mužské linii, následníky trůnu by se stali nejbližší potomci Muhammada V. z vedlejší linie, v které je nejblíže trůnu princ Mulaj Hicham, bratranec Muhammada VI.
Následnictví marocké koruny upravuje článek 20 marocké ústavy z roku 1996. 

## Současná linie následnictví
Linie následnictví marockého trůnu je následující:
- JV král Muhammad V. (1909–1961)
  -  JV král Hassan II. (1929–1999)
    -  JV král Muhammad VI. (*1963) 
      - (1) Jkv korunní princ Mulaj Hassan (*2003)

    - (2) Jkv Princ Mulaj Rašid (*1970)
      - (3) Jv princ Mulaj Ahmed (*2016)

  - Princ Mulaj Abdalláh (1935–1983)
    - (4) Jv princ Mulaj Hišam (*1964)
    - (5) Jv princ Mulaj Ismaíl (*1981)
      - (6) Jv princ Mulaj Abdalláh (*2010)